# Keskisaaret
Keskisaaret är en ö i Finland. Den ligger i sjön Iso-Ruhmas och i kommunen Kouvola i den ekonomiska regionen  Kouvola ekonomiska region  och landskapet Kymmenedalen, i den södra delen av landet, 130 km nordost om huvudstaden Helsingfors. Öns area är 3,6 hektar och dess största längd är 390 meter i nord-sydlig riktning.  Notera att namnet antyder att det är fråga om flera öar.